# Paul Wegener
Paul Wegener (ur. 11 grudnia 1874  w Arnoldsdorfie, zm. 13 września 1948 w Berlinie) – niemiecki aktor, reżyser i scenarzysta filmowy, jeden z założycieli ekspresjonizmu w kinematografii niemieckiej.

## Twórczość filmowa
Paul Wegener zaczynał swoją działalność artystyczną jako aktor teatralny, ale później zwrócił się do kina. Duży sukces przyniósł mu jego debiut kinowy - film 1913 roku Student z Pragi (niem. Der Student von Prag), w którym on był jednym z reżyserów, producentem i wykonawcą głównej roli. "Student z Pragi"  powstał na motywach noweli "William Wilson" Edgara Allana Poego, poematu francuskiego romantyka Alfreda de Musseta Grudniowa noc oraz niemieckich legend o sobowtórach. Film ten jest jednym z pierwszych pełnowartościowych horrorów w historii kina.
Następnym istotnym osiągnięciem był film Golem (1915). Żydowska legenda o Golemie, istocie utworzonej z gliny i ożywionej za pomocą magii, okazała się tak ważna dla Wegenera, że on powracał do niej jeszcze dwukrotnie - w filmach Golem i tancerka (niem. Der Golem und die Tänzerin ), 1917, oraz Golem (niem. Der Golem, wie er in die Welt kam), 1920. Paul Wegener był reżyserem wszystkich trzech filmów, i we wszystkich zagrał tytułową rolę Golema. Tylko ostatni zachował się w całości, dwa pozostałe są uważane za zaginione (znane są tylko fragmenty). "Golem" 1920 roku jest jednym z najważniejszych filmów niemieckiego ekspresjonizmu i klasyczną ekranizacją znanej legendy.
Jeszcze jednym z jego wczesnych filmów był nawiązujący do wschodniego mistycyzmu Der Yoghi (1916), w którym Wegener zagrał jogina.

## Wybrana filmografia

### Aktor
- Student z Pragi (1913) jako Balduin
- Golem (1915) jako Golem
- Jogin (1916) jako Jogin i Wynalazca
- Golem i tancerka (1917) jako Golem
- Golem (1920) jako Golem
- Wielki król (1942) jako generał Czernyszew
- Kolberg (1945) jako pułkownik von Loucadou, komendant Kolbergu

### Reżyser
- Student z Pragi (1913)
- Golem (1915)
- Jogin (1916)
- Golem i tancerka (1917)
- Golem (1920)
- August Mocny (1936)